# Лукомский, Люциан Юлианович
Люциа́н Юлиа́нович Луко́мский (1810 или 1811 — 1867) — русский генерал, участник Кавказской войны.
Родился в 1810 г., происходил из дворян Витебской губернии; по окончании первоначального образования в Дворянском полку, в чине прапорщика, был выпущен в Волынский пехотный полк (в 1830 г.). Во время польского мятежа 1831 г. он находился в походе в царство Польское и был ранен в левую ногу. В 1833 г. в чине подпоручика, войдя в состав сухопутного вспомогательного отряда, посланного в помощь турецкому султану, Лукомский находился в походе в Молдавию и Валахию, а в 1841 г. был назначен в состав войск посланных на Кавказ для усмирения горцев, разграбивших Александровское военное поселение. За отличие, оказанное в этом деле, он был произведён в майоры. Затем Лукомский находился в ряде смелых экспедиций против мятежных горцев и за отличие в этих делах был произведён в 1849 г. в подполковники, в 1851 г. — в полковники. В 1856 - 1861 гг. был командиром Тульского пехотного полка. В 1861 г. получил чин генерал-майора. В 1863 г. он был назначен помощником начальника 10-й пехотной дивизии и в том же году помощником начальника 8-й пехотной дивизии. Высший орден он имел св. Станислава 1-й степени.
Умер 2 августа 1867 г.
По данным сборника РИО Лукомский родился в 1811 г. и умер 12 июля 1867 г. Высочайшим приказом от 2 августа 1867 г. исключен из списков умершим.